# 蒙特羅斯鎮區 (愛荷華州李縣)
蒙特羅斯鎮區（英語：Montrose Township）是位於美國愛荷華州李縣的一個行政鎮區。

## 地方資料
根據2010年美國人口普查的數據，蒙特羅斯鎮區的面積為92.79平方千米，當中陸地面積為82.72平方千米，而水域面積為10.07平方千米。當地共有人口1807人，而人口密度為每平方千米19.47人。